# Tubos de Malpighi

Diagrama estilizado de la sección final del aparato digestivo de un insecto mostrando los tubos de Malpighi de (Orthoptera). Intestino medio, intestino posterior, recto, tubos de Malpighi

Los tubos o túbulos de Malpighi  (en referencia a Marcello Malpighi) son un sistema excretor y osmoregulador presente en insectos, miriápodos, arácnidos y tardígrados.

## Estructura
El sistema excretor de estos artrópodos y tardígrados consiste de una serie de tubos ciegos, largos y angostos que se desarrollan por evaginación de la parte anterior del último segmento intestinal o proctodeo. Cada tubo consiste de una sola capa de células con un extremo ciego y otro extremo que desemboca en el aparato digestivo. El número total de túbulos varía según la especie, en general en múltiplos de dos; puede haber más de un centenar. Son largos y se suelen encontrar enrollados. Se encuentran bañados por hemolinfa y en proximidad a tejidos adiposos. Las células de sus paredes son ricas en la proteína actina que sirve de soporte y en microfilamentos para la propulsión de sustancias. Los tubos de Malpighi de la mayoría de los insectos poseen musculatura que sirve para mezclar el contenido de los túbulos y para aumentar el contacto de los tubos con la hemolinfa. Los órdenes de insectos Thysanura, Dermaptera y Thysanoptera no poseen tales músculos. Collembola (hexápodos relacionados con los insectos) y Aphididae (del orden Hemiptera) carecen totalmente de tubos de Malpighi. 
Aún no se sabe si los sistemas de arácnidos, insectos y miriápodos son del mismo origen evolutivo, homólogos, o no.
Otros grupos de invertebrados tienen sistemas excretores de otro tipo, llamados nefridios.

## Forma de acción
Son eficientes en desechar productos nitrogenados innecesarios con una mínima pérdida de agua. Motivo por el cual muchos arácnidos e insectos pueden colonizar entornos muy áridos. La pre-orina se forma por medio del transporte de electrolitos y desechos nitrogenados a través de las paredes permeables de los túbulos. Se cree que desechos como urea y aminoácidos pasan por difusión mientras que los iones como sodio y potasio requieren un mecanismo activo de bombeo. El agua sigue a estos iones. La pre-orina junto con los productos de la digestión se mezclan en el intestino posterior. En este punto, el ácido úrico cristaliza (precipita) mientras que los iones de sodio y potasio junto con el agua son reabsorbidos por ósmosis activa en el recto. El ácido úrico que queda es eliminado con las heces. Este es el modo de acción más simple en insectos como los ortópteros.

## Otros usos

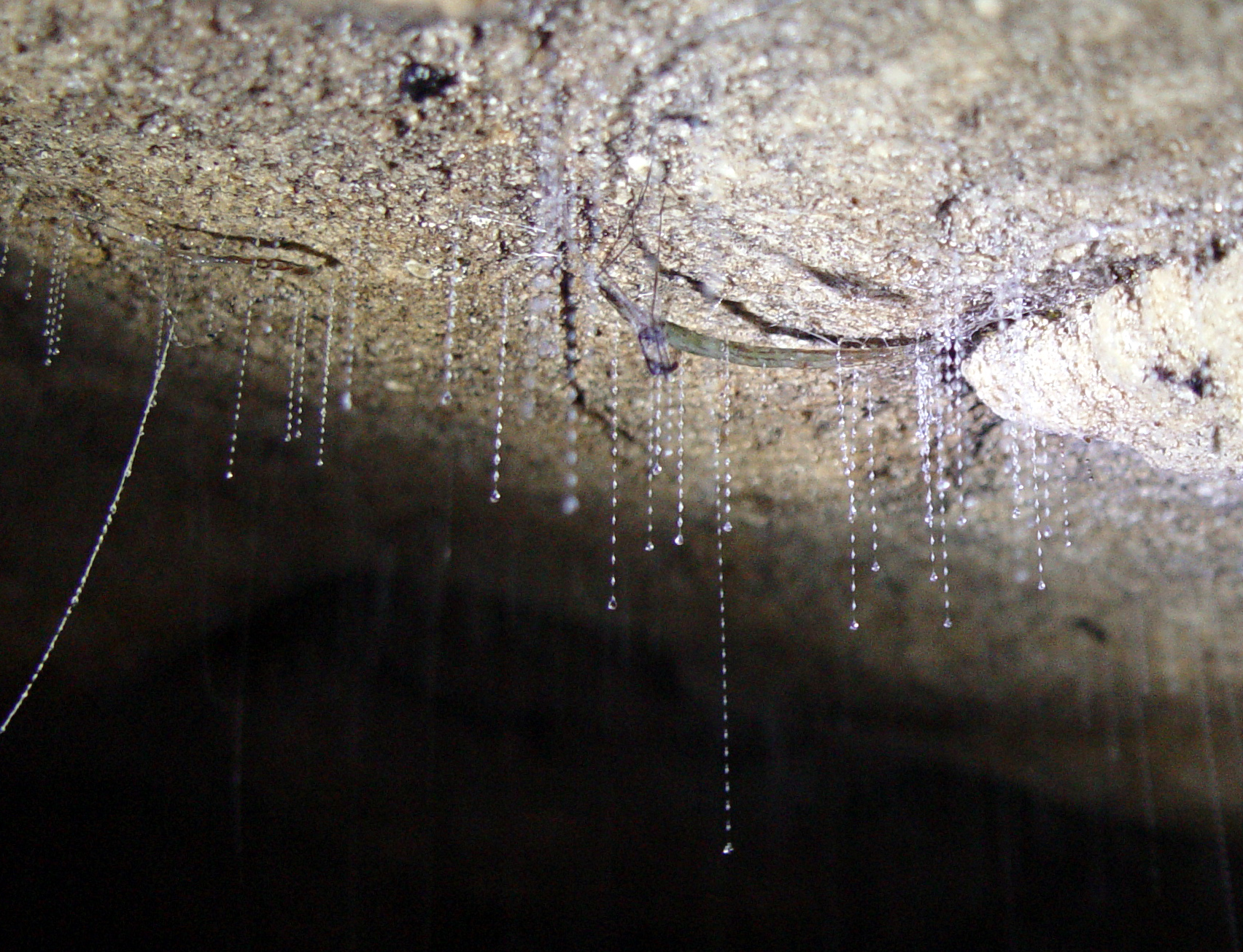
Larvas de Arachnocampa luminosa

En raros casos los tubos de Malpighi desempeñan otras funciones. Las larvas de Arachnocampa, Arachnocampa luminosa (un díptero de la familia Mycetophilidae) de Nueva Zelanda tienen túbulos modificados engrosados que producen una luz azulada verdosa que sirve para atraer presas hacia filamentos de mucus pegajoso con una sustancia tóxica.